# Pelúgano
Pelúgano ist eines von 18 Parroquias in der Gemeinde Aller der autonomen Gemeinschaft Asturien in Spanien.

## Lage
Pelúgano (asturisch Peḷḷuno) ist ein Parroquia in der Gemeinde Aller der autonomen Region Asturien. Begrenzt durch das Concejo Laviana und die Parroquias Vega, Bello, Cuérigo und Santibáñez de La Fuente.

## Geographie
Pelúgano hat 212 Einwohner (2011) und eine Fläche von 16,60 km². Es liegt auf 570 – 640 m Höhe über dem Meeresspiegel. Das 4 km entfernt gelegene Cabañaquinta ist der nächste größere Ort und zudem Verwaltungssitz der Gemeinde Aller. Das Kirchspiel umfasst die Dörfer und Weiler Bolgueras, Cuevas, Entrepeñas, Pando la Tabla und Pelúgano. Derzeit sind nur Entrepeñas und Pelúgano ständig bewohnt. Der Ort Pelúgano selbst hat die Ortsteile Cima (dt. Gipfel) und Barrio Baxo (dt. Unteres Viertel).

## Dörfer und Weiler
- Les Bolgueres
- El Barrobaxo
- El Barrocima
- La Barrosa
- La Bárzana
- El Cabenu
- La Casabaxo
- La Cascaya
- El Castiillu
- El Colléu
- Cueves
- Cueves de Baxo
- Cueves de Cima
- Entepenes
- Pelluno
- El Pendu la Tabla
- El Valle
- La Vallina
- El Yenu

## Sehenswürdigkeiten

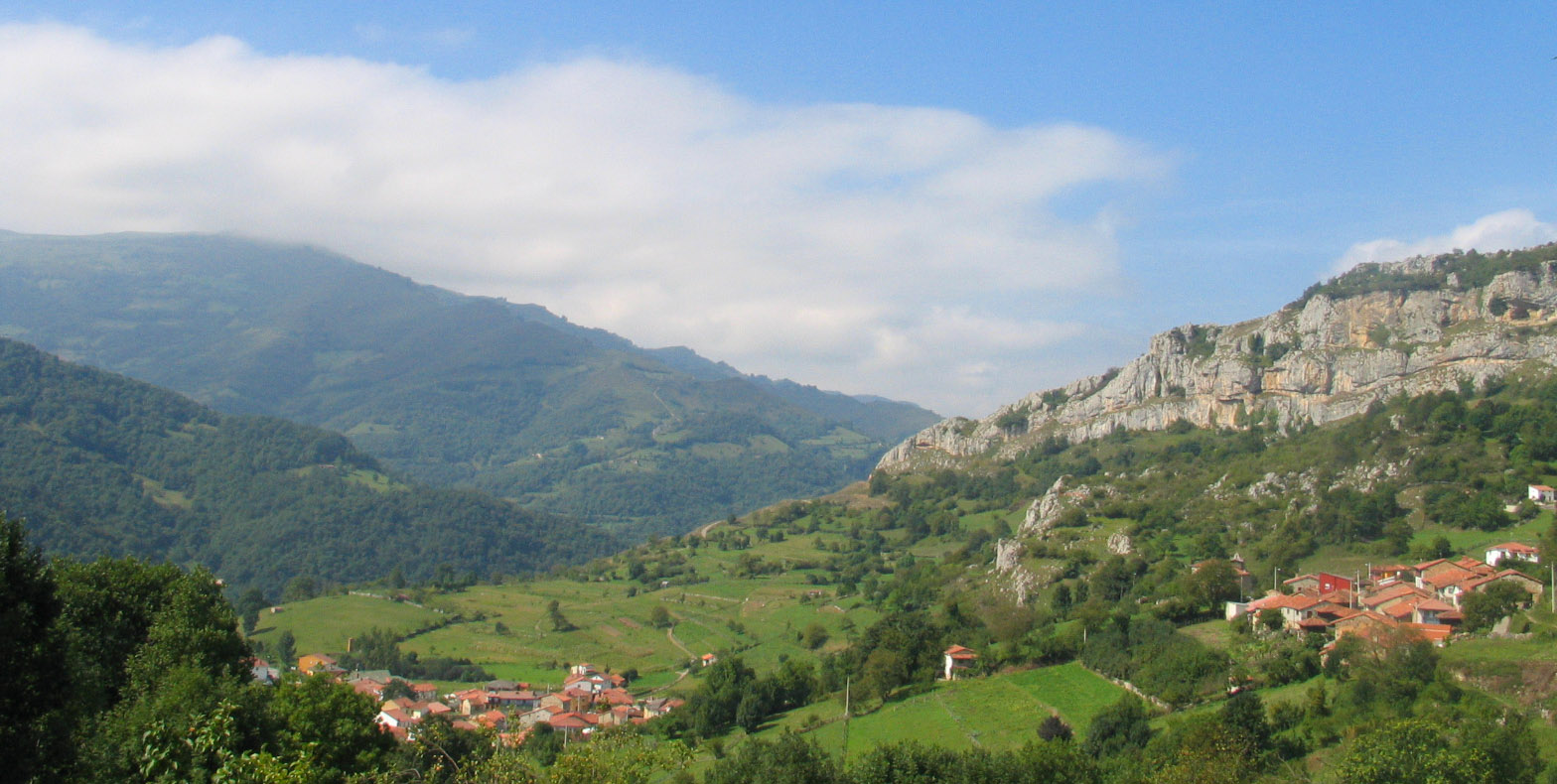
Blick auf die Ortsteile Baxo Pelúgano und Cima de Pelúgano vom Friedhof Pelúgano aus

- Barocke Kirche vom Ende des 17. Jahrhunderts (Iglesia de Santa María La Real).
- Kapelle San Pedro
- In Pelúgano gibt es darüber hinaus eine vielbesuchte Schule für Bergsteigen